# Rufi
Rufi ist eine Streusiedlung in der Gemeinde Schänis im Schweizer Kanton St. Gallen. Es leben etwa 430 Personen im Dorf.

## Geographie
Der Dorfkern liegt auf 429 m ü. M. Durch Rufi fliesst der Rufibach, und es gibt in der Schweiz viele gleichnamige Bäche. „Rufi“ wurde von einem Rüfi abgeleitet. Das bedeutet ein Geschiebe von natürlichem Material infolge starker Regenfälle. Der Rufibach nimmt den Maseltrangerbach auf und fliesst in den Linthkanal. Beim Zusammenfluss der beiden Bäche verläuft die 380-kV-Leitung Bonaduz-Breite.

## Verkehr
Das am östlichen Rand der Linthebene gelegene Dorf ist durch die Hauptstrasse zwischen Schänis und Kaltbrunn verkehrstechnisch erschlossen. In und um Rufi gibt es zahlreiche Neben- und Drittklass-Strassen. Der Dorfkern wird von der Postautolinie Ziegelbrücke–Benken SG bedient.